# 白竜 (俳優)
白竜（はくりゅう、1952年10月3日 - ）は、日本で活動する韓国国籍の俳優、ミュージシャン。在日韓国人2世。佐賀県伊万里市出身。身長178cm、体重68kg、血液型O型。既婚。
所属事務所はOFFICE白竜。2013年3月12日より伊万里市観光大使。

## 来歴・人物
佐賀県立有田工業高等学校卒業。高校時代にアマチュアバンドを結成。卒業後、プロを目指して上京し、電器店勤務の傍ら、全国でライブ活動を行っていたが、結婚後に帰郷。家業の解体業を手伝いながら、1978年に白竜バンドを結成する。
1979年、シングルEP「アリランの唄 / シンパラム（新しい風）」でデビュー。しかし、1980年に光州事件の悲劇を歌った「光州City」が問題となり、1stアルバム「シンパラム」が発禁処分となる。その後はライブを中心に活動し、New Years World Rock Festivalの常連だったが、若者にない渋さ・重厚さとアウトロー性を共存させた内・外面を生かし、1984年公開の劇場映画『いつか誰かが殺される』で俳優デビューを果たす。崔洋一監督作品で歌手兼俳優として重用され、以後も『その男、凶暴につき』（1989年）、『セラフィムの夜』（1996年）などのヤクザ映画・Vシネマをメインとした俳優活動を本格的に行う。音楽活動は俳優業の多忙から一時休止していたが、1999年に再開。現在も並行して行っている。かつては芸能事務所クリームインターナショナルに所属していた。
ヤクザ映画では若頭など組織のナンバー2、性格は冷酷非情な策士という役が多い。例としては『首領への道』、『白竜』（同名の漫画が原作だが、白竜主演のVシネマ化が前提のメディアミックス企画だった）、『炎 極道地獄変』、『極道の紋章』など多数。『逆境無頼カイジ』では声優として初出演した。また、同アニメのエンディングテーマ「負け犬達のレクイエム」を歌った。
関西弁の強面の役が多いため、普段から関西弁と思われがちだが、本人は佐賀県出身で東京の暮らしも長いため、芝居では得意ではあるものの、普段は関西弁では話せない。アドリブで関西の怖い兄貴をバラエティで演じた際に「あかんやろ」を「だめでっしゃろ」と関東のイントネーションで話し、それまで怖がっていたナインティナインに「（逆に）可愛くなってる」と言われ、本人もイントネーションや言葉がおかしいことでつい笑ってしまっていた。
私生活では役柄と異なり、気さくで明るい性格。後輩想いで、暴力やケンカも嫌いだという。本人も「注意するのも躊躇する」と認めるほど温和である。女性は好きだが「顔が怖いからなるべく嫌われないように話しかけないでいると余計嫌われる」「若い女の子はみんな可愛く見えるから上がってしまう」と語っていた。
お笑い番組が好きでバラエティ番組に出演した際に「本当はバラエティに出たくて仕方なかったのに、実際出たら緊張して面白い事が１つも言えない」と後悔し、共演していた芸人のギャグに周囲がスベっていたが、白竜だけは手を叩きながら涙を流すほど爆笑し「勉強になりました！」と握手していた。
趣味はチェロ、ギター、サウナ、サイクリング。チェロは21歳の時に「音がいい」と思い、九州交響楽団のチェロ奏者に師事し、以来自宅で練習している。サイクリングで共演者の家にかぼすを届けに行ったことがあり、サウナもサイクリングで行くほど。自転車を盗まれた事がある。
あまり酒は強くなく、下戸である。しかし、ある番組の中では3リットル飲んでるので克服したと思われる。
メディアではサングラスを掛けていることが多く、「白竜」ブランドのサングラスデザインも行っている。またロズヴィーではサングラスにシリアルナンバーが入っているが、全てのモデルのナンバー「1」は白竜に贈られている。ロズヴィーでは過去に白竜コラボモデルも出している。
2014年7月13日放送の『有吉反省会』（日本テレビ）に出演しサングラスが好きすぎることを反省した。自宅も公開されサングラスが好きすぎる模様が放送された。

## 出演

### 映画
- いつか誰かが殺される（1984年） - 趙烈豪
- 橋（1988年） - 弁護士 城所達也
- 彼女が水着にきがえたら（1989年） - 「クラブ・ヒッチ」のマスター
- その男、凶暴につき（1989年） - 殺し屋・清弘
- 女がいちばん似合う職業（1990年12月22日） - 野坂一彦
- 獅子王たちの夏（1991年） - 川田組大日本極真会会長 橋本正輝
- 陽炎（1991年） - 大滝岩蔵
- 撃てばかげろう（1991年） - 古谷誠次郎
- 必殺!5 黄金の血（1991年） - 与七
- 修羅の伝説（1992年） - 笠部組 幹部・佐野俊之
- 寒椿（1992年） - 多田守宏
- 夜逃げ屋本舗（1992年） - 浜崎組若頭 橘勇吉
- 極道記者（1993年） - 前川祐次
- シンガポールスリング（1993年） - 吉岡
- ヒューマンスクランブル 人間交差点 不良（1993年5月8日） - ヤクザ 金岡烈
- 首領を殺った男（1994年） - 遠山正行
- 熱帯楽園倶楽部（1994年） - 森
- みんな〜やってるか!（1995年） - オーディションの審査員
- 三たびの海峡（1995年） - 黄錠壽
- 岸和田少年愚連隊（1996年） - 彫師
- セラフィムの夜（1996年） - 右翼団体幹部 山本辰夫
- リストラ代紋 史上最強の公務員（1996年）- 富田
- HANA-BI（1997年） - 貸金業のヤクザ 東条正次
- 修羅がゆく4 東京大戦争（1997年）- 矢神組組長 矢神徹也
- 極道三国志（1997年）ｰ 東山一家総長代行
- なにわ忠臣蔵（1997年）- 垣見
- 激しい季節（1998年）- 吉澤鉄也
- 冷血の罠（1998年7月11日）
- がんばっていきまっしょい（1998年）- 篠村健作
- 極道の妻たち 死んで貰います（1999年） - 海野秀雄
- 月（2000年） - 梶原修一
- 借王（シャッキング）8 狙われた学園（2001年） - 大手進学塾予備校「GET」チェーン会長 桂木義彦
- HEAT -灼熱-（2004年） - 石倉義信
- 黒帯 KURO-OBI（2007年） - 谷原貴一
- グッド・バッド・ウィアード（2008年） - 日本軍指揮官 石原大佐
- ハードロマンチッカー（2011年11月） - 郷野組若頭
- アウトレイジ ビヨンド（2012年10月） - 張大成の腹心 李
- 真夏の方程式（2013年6月） - 仙波英俊
- 日本やくざ抗争史 西成抗争（2014年） - 飛桜会会長 吉町
- CONFLICT 〜最大の抗争〜 第一章勃発編 第二章終結編（2016年5月） - 五代目天道会会長 勝重正嗣
- HiGH＆LOW THE MOVIE（2016年6月） - 李の父 張城総裁
- アウトレイジ 最終章（2017年10月） - 張大成の腹心 李
- 任侠学園（2019年） - 唐沢隼人
- フード・ラック!食運（2020年11月20日）- 滝沢二郎 [6]
- すばらしき世界（2021年2月11日）[7] - 下稲葉明雅

### テレビドラマ
- 愛し方がわからない（1989年10月 - 12月、TBS系） - 亀井戸正一
- お父さん（1990年、日本テレビ系） - コック長
- 女ねずみ小僧スペシャル 第1・2作（1990年、フジテレビ / C.A.L） - 清次
- 大江戸捜査網 平成版第1シリーズ 第9話「無差別殺人! 辻斬りの正体を暴け!」（1990年、テレビ東京系） - 影山藩藩主・依田左馬介
- ギミア・ぶれいく（TBS系、ビートたけし脚本主演のスペシャルドラマ『刑事』に出演）
- 岡っ引どぶ 第4話「謎の連凧殺人事件」（1991年、CX / 映像京都） - 伊兵衛
- 妻たちの劇場（フジテレビ）
  - 天上の青（1992年、PDS） - 宇野富士男
  - スキャンダル（1993年6月-8月） - 立花
- 月曜・女のサスペンス / 殺意の滝〜愛が憎しみに変わる時（1992年6月29日、テレビ東京 / Protx / クリームインターナショナル） - 刑事
- 照柿（1995年、NHK BS2）-加納祐介[8]
- 連続テレビ小説 / 走らんか!（1995 - 1996年、NHK） - 野中久夫
- 12時間超ワイドドラマ（テレビ東京系）
  - 豊臣秀吉 天下を獲る!（1995年） - 黒田官兵衛
  - 徳川剣豪伝 それからの武蔵（1996年） - 松山主水
- 火曜サスペンス劇場 / 弁護士・朝日岳之助(9) （1997年3月4日、日本テレビ系） - 吉沢幸一郎
- ぼくらの勇気 未満都市（1997年、日本テレビ系） - 柴崎
- 剣客商売 第2シリーズ 第4話「婚礼の夜」 （2000年、フジテレビ / 松竹） - 平山市蔵
- 池袋ウエストゲートパーク（2000年、TBS系） - 多田三樹夫
- ブラック・ジャック（2000年3月31日、TBS） - 白木秀一
- 大河ドラマ / 北条時宗（2001年、NHK） - 北条時章
- 特命係長 只野仁 第21話「OL情婦」（2005年3月18日、テレビ朝日系） - 多嶋組幹部 林哲夫
- 我こそサムライ!（2005年 2月18日 総合・九州沖縄地方 / 2005年3月12日 BSハイビジョン・全国放送 / 2005年4月10日 総合・全国放送、制作：NHK福岡放送局） - 純平の父 大庭雄司
- 土曜ワイド劇場 / 温泉 (秘) 大作戦3（2006年、テレビ朝日系） - 竜崎勝彦
- ドラマW / シリウスの道（2008年、WOWOW） - 浅井志郎
- メン☆ドル 〜イケメンアイドル〜（2008年、テレビ東京系） - 黒田
- ラブ・トレジャー〜夜になればわかること〜（2008年、韓国MBC） - 日本のヤクザ 田中
- アイリス〜IRIS〜 第2話（2009年、韓国KBS） - 日本のヤクザ ヤマモトタカシ
- 相棒 Season9 最終回（2011年、テレビ朝日系） - 三反園邦康
- 金曜プレステージ / 堂場瞬一サスペンス 逸脱〜捜査一課・澤村慶司〜（2013年、フジテレビ系） - 浅羽克己
- 月曜ゴールデン / 十津川警部シリーズ53（2014年、TBS系） - 田之倉章
- ミスターサンシャイン（2018年、韓国tvN） -　武臣会親分
- やすらぎの刻〜道（2019年、テレビ朝日） - やくざの親分
- 絶メシロード 出張編（2023年、テレビ東京） - 鮫島太一

### Vシネマ
- 凶悪の牙（1991年、東映ビデオ）
- とられてたまるか! シリーズ（1992年）
- けんか屋 伝説の裏ケンカ師!無敗伝説（1994年） - 黒崎
- 極道プロレス（1994年） - 豊臣組若頭 反町
- 新宿アウトロー（1994年） - 特別出演
- XX ダブルエックス 美しき獣（1995年） - 台湾マフィア ホウ
- 止まり木ブルース1,2,3（1997年、ケイエスエス） - 主演・健坊
- 白竜 Bai-Long（1998年、ケイエスエス） - 主演・黒須組若頭 白川竜也（通称=白竜）
- 炎 極道地獄変（1998年） - 沢村組幹部 反町
- 外道（1998年、イメージファクトリー・アイエム） - 主演元・刑事・氷室コウイチ
- 首領への道 シリーズ（1998年 - 2005年） - 白虎会 越智俊英
- ケンカ包丁 義（2000年、東映ビデオ） - 浅草のやくざ オオシマリュウジ 役※友情出演
- 実録・安藤組外伝 地獄道（2001年）- 主演・伝説のヒットマン 曽我部源次
- 喧嘩の極意 突破者番外地（2001年）- 主演・南方謙二
- 実録・柳川組外伝 死神 立川康太郎の日本侵攻作戦（2002年） - 主演・立川康太郎
- 実録・北陸やくざ戦争（2002年） - 主演・川野組 川野剛
- 残侠伝説 覇王道（2002年） - 主演料亭の板長・中瀬イツキ
- 極道ジハード 〜聖戦〜 1,2,3（2002年-2003年）
- 龍王 獣たちの掟（2002年） - ※特別出演
- 実録・最後の愚連隊（2002年） - 主演・林喜一郎
- 実録・極東マフィア戦争 暗黒牙狼街 BOSS（2002年） - レストラン経営 井沢達治
- 実録・竹中正久の生涯 荒らぶる獅子（2003年） - 山賀組若頭補佐 菅田組組長 菅田政雄
- やくざの憲法 赤字破門（2003年） - 主演・天堂組若頭 津上剛次郎
- 北海水滸伝 484ブルース〜伝説・枯木のバラ〜（2004年） - 主演・荏原哲夫
- 実録・東組抗争史 閻魔の微笑（2004年） - 主演・東組総長 東清
- 修羅の門（2004年） - 二代目大政組若頭補佐 尾形組組長 尾形敬三
- 新・日本の首領（2004年）- 義仁会会長 永沢公則
- 抗争 暴力団VSギャング（2005年） - 主演・プールバー経営者（金貸し）弘明寺龍一
- 殺しの掟（2005年） - 主演・神武会の殺し屋 佐倉凶介
- 龍神（2005年） - 福建マフィア「士幇」日本支部No.2 黄淋腸
- 実録・新選組（2006年） - 芹沢鴨
- 白竜 シリーズ（2006年 - 2012年、GPミュージアムソフト）全11巻 - 主演・黒須組若頭 白川竜也 役（通称 = 白竜）
- 修羅外道 本家襲撃（2006年） - 主演・時定一家組員 鬼島鉄雄
- 実録・東海道抗争 白と黒（2006年） - 主演・四代目山賀組直参八代目剛島一家総長 和田一馬
- 実録・四国やくざ戦争 血戦 松山抗争（2006年） - 山森組 賀茂
- 実録・国粋 竜侠（2007年） - 青柳組長
- 兄弟〜ヒョンジェ〜（2007年） - 主演・竹森会山本組幹部 山本竜一
- 極道の紋章 シリーズ（2007年 - 2013年、全20巻） - 主演・川谷組若頭 津浪祐史 
  - 極道の紋章 外伝（2014年） - 主演・川谷組若頭 津浪祐史
- 住越・浜野政吉〜烈侠〜（2007年、全2作） - 主演・住越一家 浜野政吉
- 平成清水一家（2007年）全2作 - 主演・長田組組長 長田次郎
- 実録・大日本菊水会 双龍伝（2007年） - 山賀組系右翼 山岡マサトシ
- 新書ワル シリーズ（2008年）全5作 - 主演・氷室洋二
- 恐喝一代記（2008年 - 2009年、全2作） - 主演・大龍一家義誠会幹部 飯島真次郎
- 侠宴〜実録・阿形充規の半生（2009年8月） - 吉侠一家原組舎弟 沢口龍騎 
  - 侠宴〜実録・阿形充規の半生 完結編（2009年9月） - 吉侠一家久野四代目 沢口龍騎
- 千年の松（2009年2月） - 主演・川場一家貸元 牧野国泰 
  - 千年の松 完結編（2009年4月） - 主演・松葉会群馬支部長 牧野国泰
- 修羅の統一（2009年）全2作 - 主演・銀城会谷川一家幹事長 清川組組長 清川二郎（→銀城会二代目谷川一家総長）
- 九州激動の1520日〜新・誠への道〜（2009年、全3作） - 主演・村富一家 浪岡政浩
- もう一つの柳川組 木槿の花（2009年） - 熊田一家 熊田源一郎
- 日本やくざ抗争史 広島抗争（2010年） - 能見組組長 能見浩次
- 総長を護れ（2010年） - 主演・工藤組組長補佐 上杉（元SP）
- 新・日本暴力地帯（2010年） - 六代目大和田組会長 島村剛造
- 外道軍団（2011年） - 主演・二代目仙波組組員 堂島キョウジ（初代仙波組幹部）
- 極道忠臣蔵（2011年） - 主演・黒崎組若頭 瀬島
- 悪(ワル)と呼ばれた男（2011年） - 黒姫一家総長
- 首領の道（2011年）ｰ 連城浩一の兄弟分
- 不良の神様〜瑠璃の鳴く頃に〜（2012年） - 主演・大海家石田一家 菅井良太郎
- 許されざる者（2012年） - 主演・元マル暴担当の刑事
- 傷だらけの侠達1,2（2012年）全2作 - タダ興業組長
- 西成(にしなり)の顔(つら)（2012年） - 主演・二代目東尾組勇誠会会長 河内俊幸
- 仁義の戦い（2012年） - 三代目神宮会会長 本田清玄
- 阿修羅への道（2012年） - 主演・殺し屋 韓東輝（元・軍人）
- 獅子の叫び（2012年） - 主演・殺し屋 桜庭（元・刑事）
- 追跡者〜SHOT GUN〜（2012年） - 韓国マフィア幹部 梶達彦
- サムライ（2012年） - 主演・白河誠司
- 血掟(おきて)（2013年） - 主演・竜星会会長 矢島譲治
- 代理戦争 やくざ×韓国マフィア（2013年） - 主演・探偵 佐伯（元・ヤクザ）
- 日本統一1 - 20（2013年 - 2017年） - 侠和会初代工藤組組長 工藤雅信 
  - 日本統一1（2013年） - 初代侠和会若頭
  - 日本統一2 - 20（2013年 - 2017年） - 二代目侠和会会長
- 仁義の聖戦 ジャックナイフ（2013年） - 風間組若頭
- 不動の仁義（2013年） - 主演・堂島譲 （バーテンダー、元・極道）
- 分裂（2013年） - 主演・三河組若頭補佐 北条組組長 北条直也
- 盃外交（2014年） - 主演・侠眞会会長 須藤組組長 菅原誠
- 最強独立組織（2014年） - 主演・錦城会西岡一家幹部 倉木徹
- 新・極道の紋章（2014年 - 2016年） - 元・山倉組 若頭 武満キヨマサ
- 日本やくざ抗争史 絶縁（2014年） - 三代目丹波組組長 山台富士男
- 日本やくざ抗争史 首領襲撃（2014年） - 三代目丹波組組長 山台富士男
- フィクサー（2014年） - 主演・趙優大
- 極道の教典 第一章 - 第五章 （2014年 - 2015年） - 主演・三上組 久世
- 制覇1-9（2015年） - 難波組 近藤真 
  - 制覇1,2（2015年） - 三代目難波組新見組若頭 近藤興業組長
  - 制覇3（2015年） - 三代目難波組 新道会会長
  - 制覇4-6（16） - 四代目難波組直参 新道会会
  - 制覇7-9（2016年-2017年） - 五代目難波組若頭補佐 新道会会長
  - 制覇20（2019年）
- KYOTO BLACK 黒のサムライ（2015年） - 足利組若頭 昭栄会会長 斎藤竜一 
  - KYOTO BLACK2 黒の純情（2015年）
- 日本やくざ抗争史 巨大組織分裂（2015年） - 主演・山辰組組長 山中辰夫
- 関東極道連合会 第三章（2015年） - 大東会会長
- 関東極道連合会 第四章（2015年） - 主演・馬場一家 牧原
- 代紋の墓場（2015年 - 2016年） - 神戸 侠和会若頭 大熊組組長 大熊鋭二郎
- 実録・九州やくざ烈伝 兇健と呼ばれた男（2016年） - 主演・大高健一
- 新宿黒社会 新宿やくざVSチャイニーズマフィア（2016年） - 友山会高田組組長 高田林道
- 民暴1,2（2016年） - 白石組組長 白石龍児
- 裏切りの仁義（2017年） - 主演・啓仁会若頭補佐 黒岩組組長 黒岩竜次
- 極道黙示録（2017年 - 2018年、全3作） - 主演・堂念組組長 堂念一起
- 大激突 果てなき抗争（2018年） - 黒川組三代目組長 西野聖剛
- 覇者の掟（2018年 - 2019年）全5作 - 主演・竜仁会 東堂憲伸 
  - 覇者の掟 第一章 - 第二章（2018年 - 2019年） - 竜仁会 初代山際組 若頭
  - 覇者の掟 第三章 - 第五章（2019年、製作：オフィス白竜） - 竜仁会 東堂組 組長
- 影と呼ばれた男たち1 - 6（2019年 - 2020年、製作総指揮・企画：白竜） - 主演・闇の処刑人 紀藤竜次
- 極道の紋章レジェンド（2021年 - 、製作総指揮・企画：白竜） - 主演・津浪祐史

他多数

#### 配信映画
- Broken Rage（2025年配信予定）[9]

### テレビアニメ
- 逆境無頼カイジ（第1期：2007年 - 2008年） - 利根川幸雄 [10]
- ゾンビランドサガ リベンジ（2021年） - ホワイト竜 [11]

### バラエティ
- THE夜もヒッパレ（日本テレビ系）<不定期出演>
- ダウンタウンのガキの使いやあらへんで!! （日本テレビ系）
  - 絶対に笑ってはいけない空港24時（2011年12月31日） - 白い「竜」ボタンを押して現れた男 役（GAS本社）
  - 絶対に笑ってはいけない熱血教師24時（2012年12月31日）- 『アウトレイジ ビヨンド』予告DVD（GAS本社）
  - 絶対に笑ってはいけない大貧民GoToラスベガス24時!（2020年12月31日） -『賭博黙示録カイジ』 利根川幸雄 役（HO本社）

### ゲーム
- 龍が如く 極2（2017年 セガ） - 高島遼 役

### その他
- 手嶌葵「The Rose」プロモーション・ビデオ（バーテンダー ）
- テレビアニメ「ゾンビランドサガ リベンジ」（キックオフムービー）[12]
- ラジオCD「ホワイト竜の佐賀がサガであるために / フランシュシュ2号の佐賀がサガであるために From ゾンビランドサガ リベンジ」（パーソナリティ、ゲスト）[13]

## 企画・製作総指揮
- 覇王道 残侠伝説（2002年）企画
- 影と呼ばれた男たち（2019年）企画・製作総指揮
- 極道の紋章レジェンド（2021年 - ）企画・製作総指揮

## ディスコグラフィ

### シングル
太字の曲名はA面扱いを示す。
| シングルタイトル B/W・C/W                 | 作詞     | 作曲     | 編曲 | レコード・CD品番 | 発売年         | レーベル                                     | 備考                                            |
| アリランの唄 シンパラム                   |          |          |      | DKQ 1064         | 1979年8月21日  | Kitty RECORDS                                |                                                 |
| 警告 糸車の唄                             |          |          |      | DKQ 1073         | 1979年11月     | Kitty RECORDS                                |                                                 |
| 鳳仙花 熱く生きろ                         |          |          |      | 7DK 7010         | 1981年         | Kitty RECORDS                                |                                                 |
| カ・ラ・ス ロンリーボーイ・ロンリーガール |          |          |      | 7DS 0008         | 1982年         | Kitty RECORDS                                |                                                 |
| 夜に吠えろ ロンリーボーイ・ロンリーガール |          |          |      | 7DS 0018         | 1982年         | Kitty RECORDS                                |                                                 |
| サイレント・ダンサー 風は吹いているか     |          |          |      | KISS 0001        | 1984年         | Kitty RECORDS                                |                                                 |
| 人生劇場                                  |          |          |      |                  | 1993年         |                                              |                                                 |
| 愛してんじゃない 流れる雲に               |          | 玉置浩二 |      | MRDA-00042       | 1994年10月21日 | メディア・レモラス                           |                                                 |
| 深海魚 青春途上にて                       |          |          |      | MRDA-00060       | 1995年10月20日 | メディア・レモラス                           | 「青春途上にて」は 映画「セラフィムの夜」挿入歌 |
| 止まり木ブルース                          | 白竜     | 白竜     |      | KSDL-29053       | 1997年4月25日  | ケイエスエス                                 | 映画 「止まり木ブルース」主題歌                 |
| take a deep breath                        | 小室哲哉 | 小室哲哉 |      | AIDT-5060        | 1999年11月25日 | ソニー・ミュージックアソシエイテッドレコーズ |                                                 |
| いつのまにか少女は 花                     |          |          |      | AIDT-5068        | 2000年8月2日   | ソニー・ミュージックアソシエイテッドレコーズ |                                                 |
| 逆流 アリランの唄 ほうせん花 -역류-       |          |          |      |                  | 2003年         |                                              | 「-역류-」は 「逆流」韓国語バージョン           |

### アルバム
- 光州City（1981年11月1日、キティ・レコード） - 1980年に『シンパラム』として発売予定だったが発禁処分となったことから、2ndアルバム『Asian』発売後に自主制作盤として発売。スタジオ・ミュージシャン時代の小室哲哉がキーボードを担当。
- Asian（1981年7月21日、キティ・レコード）
- サード（1982年、キティ・レコード） - プロデューサーは千野秀一（元・ダウン・タウン・ブギウギ・バンド）。
- POSITIVE（1988年、DRAGON RECORD）
- 水の中の八月（1995年6月21日、メディア・レモラス）
- 白竜ベストバラード1（2006年7月21日、日本晴レコード）
- 晴れた日にX-day（2013年8月8日、日本晴レコード）

### 参加作品
- 十階のモスキート サウンドトラック（1983年） - 主題歌「誰のためでもない」収録。
- いつか誰かが殺される サウンドトラック（1984年） - 「ミステリアス」「SUMMER TIME」収録。
- キャバレー サウンドトラック（1986年） - 挿入歌「Wrap Your Troubles In Dreams」収録。
- 逆境無頼カイジ オリジナル・サウンドトラック（2008年1月23日、バップ） - エンディングテーマ「負け犬たちのレクイエム」を収録。
- 夢を手に、戻れる場所もない日々を/風の強い日は嫌いか?（2021年5月19日、エイベックス・ピクチャーズ） - テレビアニメ『ゾンビランドサガ リベンジ』第2話挿入歌「風の強い日は嫌いか?」を収録。「ホワイト竜（CV.白竜）」名義。

## 書籍
共著
- 顔で語るか、背中で語るか。: 究極のアウトロー哲学（2016年11月18日、徳間書店 TOKYO NEWS BOOKS）小沢仁志共著  ISBN 978-4198649067